# West Felton
West Felton è un villaggio e parrocchia civile dell'Inghilterra, appartenente alla contea dello Shropshire.